# Paragraph 14 B.G.B.
Pour plus de détails, voir Fiche technique et Distribution.
Paragraph 14 B.G.B. est un film allemand  muet réalisé par Paul von Woringen (de), sorti en 1915.
Selon l'article 14 du Bürgerliches Gesetzbuch (BGB), le code civil allemand, une personne disparue peut être déclarée décédée après dix ans.

## Synopsis
Le jeune entrepreneur Heinrich Vollmer, qui vient de se marier, doit se rendre à l'étranger pour des affaires urgentes. Peu de temps avant, sa femme lui dit qu'elle ne se séparera jamais de lui, quoi qu'il arrive et le suivra même jusqu'à sa mort. Les activités commerciales de Vollmer lui rapportent un gros bénéfice, qu'il dépose auprès d'un avocat local. Il se rend ensuite à l'intérieur des terres et séjourne dans un hôtel, qui s'effondre sur lui. Il survit et est sorti des décombres, mais a perdu la mémoire. Comme aucun document ne fut trouvé chez Vollmer, l'homme désormais anonyme est emmené dans un sanatorium. Cependant, l'argent trouvé avec lui est investi dans des titres sûrs d'un profit. Les années passent et l'épouse endeuillée de Vollmer ne croit plus au retour de son mari disparu. Elle le fait donc déclarer mort après le délai fixé par la loi.
Avec Richard Belling, un vieil ami d'enfance, la veuve réapprend à aimer un homme. Tous deux se marient et ont un fils, Hans. Lorsque, vingt ans plus tard, l'avocat qui avait gardé l'argent de Vollmer au loin meurt, les choses commencent à émerger. Le directeur du sanatorium Mendoza conclut logiquement des documents de l'avocat à sa disposition que le client doit être son mystérieux patient. Mendoza l'appelle Vollmer, et peu à peu le souvenir revient. Vollmer doit se rendre compte qu'il est maintenant un homme très riche grâce aux divers investissements et rentre chez lui sur le prochain navire.
Mais tout a changé en Allemagne. Profondément déçu que sa femme n'ait pas tenu la promesse qu'elle avait faite de l'attendre pour toujours, Vollmer décide de se venger. Il identifie le fils facilement séduisant Hans comme le point le plus faible de la nouvelle famille de son ex-femme. Vollmer lui fait gagner beaucoup d'argent avec le jeu et les femmes, le jeune homme, qui a rapidement accumulé de grosses dettes, commet un vol à son domicile afin de pouvoir à nouveau rembourser ces dettes. La mère de Hans supplie la personne qu'elle ne connaît pas de s'abstenir de le dénoncer. L'inconnu révèle alors être son ex-mari Heinrich. Alors qu'elle tombe en sanglotant à ses pieds, il reconnaît la dimension tragique et très humaine de ses actions. Heinrich Vollmer lui pardonne et s'empare d'un revolver pour libérer sa femme de l'homme, qui ne fait plus partie de sa vie, lui-même.

## Fiche technique
- Titre original : Paragraph 14 B.G.B.
- Réalisation : Paul von Woringen (de)
- Scénario : Paul von Woringen
- Société de production : Deutsche Mutoskop- und Biograph GmbH (de)
- Pays d'origine :  Empire allemand
- Langue : allemand
- Format : Noir et blanc - 1,33:1 - 35 mm
- Genre : Drame
- Durée : 76 minutes
- Dates de sortie :
  -  Empire allemand : 15 mars 1915.
  -  Autriche-Hongrie : 4 octobre 1915.

## Distribution
- Friedrich Zelnik : Heinrich Vollmer
- Johanna Terwin : l'épouse
- Carl Ebert : Richard Belling
- Lothar Müthel : Hans Belling, le fils
- Rudolf Lettinger : Mendoza, le directeur du sanatorium

## Production
Paragraph 14 B.G.B. est tourné début 1915 dans le studio de Mutoskop à Berlin-Lankwitz. La pièce en quatre actes passe la censure cinématographique en mars 1915 et fut créée à la Marmorhaus le même mois. Dans la version autrichienne, le film fait environ 1 400 m de long.

## Source de traduction
- (de) Cet article est partiellement ou en totalité issu de l’article de Wikipédia en allemand intitulé « § 14 BGB » (voir la liste des auteurs).